# تشومل (مهاباد)
قرية تشومل (بالكردية: چۆمەڵ) هي إحدى القرى التابعة لـمنغور الشرقية في ريف قسم خليفان من مقاطعة مهاباد، في محافظة أذربیجان الغربیة الإيرانية.

## السكان
حسب إحصاءات سنة 2006، بلغ إجمالي السكان في تشومل 72 نسمة وعدد المساكن 8 مسكن. لغة سكان تشومل هي اللغة الكردية و هم من أهل السنة والجماعة والمذهب الشافعي.